# Cantó de Lo Martegue Est

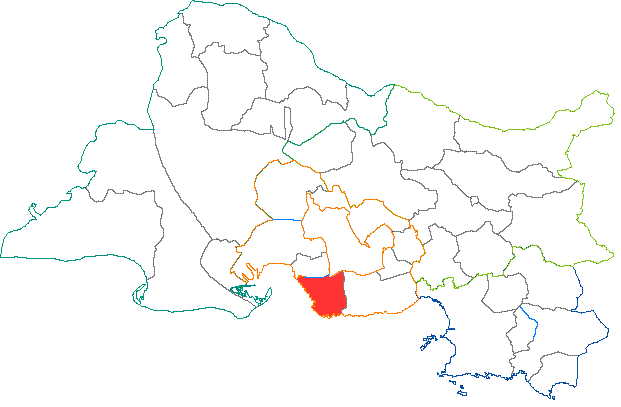
Localització del cantó.

El cantó de Lo Martegue Est és un cantó francès del departament de les Boques del Roine, situat al districte d'Istre. Compta amb part del municipi de Lo Martegue.

## Municipis
- Lo Martegue, barris de Carro, Lavéra, Saint-Julien-les-Martigues, Saint-Pierre-les-Martigues, La Couronne, Jonquières, Ponteau i L'Ile.

| Data d'elecció                           | Identitat      | Partit | Qualitat |
| ---------------------------------------- | -------------- | ------ | -------- |
| 1994-2008                                | Marc Frisicano | PCF    |          |
| 2008-                                    | Gaby Charroux  | PCF    |          |
| les dades anteriors no són pas conegudes |                |        |          |